# Jens Adolph Jerichau
Jens Adolph Jerichau est un sculpteur danois né le 17 avril 1816 à Assens et mort le 24 juillet 1883 près de Jægerspris. Il a dirigé entre 1857 et 1863 l'Académie royale des beaux-arts du Danemark.

## Biographie
Il reçut une éducation artistique d'abord à l'Académie de Copenhague ainsi qu'à Rome. Il fut l'élève de son brillant compatriote Bertel Thorvaldsen. Il fut le directeur entre 1857 et 1863 l'Académie royale des beaux-arts du Danemark succédant ainsi à Wilhelm Marstrand.
Il fit un grand nombre de sculptures sur la mythologie gréco-latine (Pénélope, Apollon et Hébé). Mais une certaine partie de son œuvre fut détruite ou gravement endommagée dans l'incendie du Christiansborg. 
Sa femme Elisabeth Jerichau-Baumann et son fils Harald Jerichau lancèrent tous deux une carrière dans la peinture.

## Collections
Une partie de ses œuvres sont exposées à Copenhague notamment au Musée national des Beaux-Arts ainsi qu'à la Ny Carlsberg Glyptotek, la glyptothèque du créateur des bières Carlsberg.